# 搜索结果页
搜索结果页（英語：Search engine results page，SERP）是指搜索引擎对某个搜索请求反馈的结果页面。根据搜索类型的不同，可以有图片、视频、新闻资讯、博客等不同的结果页。现在随着搜索引擎技术的进一步发展，搜索结果页包含的信息也越来越丰富，某些搜索引擎的搜索结果页可能会同时包含几种不同类型的搜索结果，各大搜索引擎都在致力于提供更丰富和方便的搜索结果页。搜索结果列表中的页面通常已按搜索引擎的算法（比如Google的PageRank）排序，越靠前的页面相关性最越高。因为搜索引擎要盈利，现在主要的搜索引擎的搜索结果页面除了匹配搜索的结果外，还有匹配所搜索的关键字的广告（或称为赞助商链接，Sponsored lists），一般这些广告都在搜索结果页的右边或顶部，并明显和原本的搜索结果区分开。

## 信息
通常一个典型的搜索结果页面包含了一个搜索结果的列表，每个搜索结果一般都包含了：
- 搜索结果网页的标题
- 搜索结果网页的链接
- 一段简短的并且与搜索关键字相匹配的关于网页的文字摘要
- 搜索结果网页缓存的链接

除了以上的基本信息，搜索引擎有时还会根据情况提供其他一些信息，比如：
- 最后抓取页面的日期和时间
- 搜索结果网页的文件大小
- 和搜索结果相关的同网站的其他链接
- 搜索结果网页上的其他相关信息，比如：评论、打分和联系信息等
- 其他搜索类型的部分结果，比如图片、视频